# Turski obred
Turski obred (tur. Türk Riti), odnosno Obred Velike lože Turske (Türkiye Büyük Locasının Riti), je slobodnozidarski obred za tri simbolička stupnja kojeg je razvila Velika loža Turske. Ovaj obred se uglavnom temelji na Standardnom škotskom obredu, ali s nekoliko dodataka koji proizlaze iz Francuskog i Schröderovog obreda.
Pored turskog jezika na kojem je pisan, službeno se u Velikoj loži Turske izvodi i na engleskom, francuskom, njemačkom, grčkom i talijanskom jeziku. Također, radi se i u Regularnoj velikoj loži Belgije i Ujedinjenoj velikoj loži Gruzije.

## Povijest
Velika loža Turske je 1965. godine, nakon priznanja od strane Velike lože Škotske, pristala prilagoditi svoje rituale Standardnom škotskom obredu.

## Struktura stupnjeva
Kao i kod drugih obreda, Turski obred se izvodi na tri simbolička stupnja:
- 1° – učenik (tur. çırak)
- 2° – pomoćnik (kalfa)
- 3° – majstor (üstat)